# Lac Témiscamie
Pour les articles homonymes, voir Témiscamie.
Ne doit pas être confondu avec Lac Témiscamingue.
Le lac Témiscamie est plan d'eau douce affluent de la rivière Témiscamie, coulant dans Eeyou Istchee Baie-James (municipalité), dans la région administrative du Nord-du-Québec, dans la province de Québec, au Canada.
La surface du lac Témiscamie est habituellement gelée de la fin octobre au début mai, toutefois la circulation sécuritaire sur la glace se fait généralement de la mi-novembre à la fin d'avril.

## Géographie
Les principaux bassins versants voisins du lac Témiscamie sont :
- côté nord : lac Caouachigamau, rivière Témiscamie, lac Béthoulat, Petit lac Témiscamie, rivière Témis, rivière Takwa, rivière Camie ;
- côté est : Petit lac Témiscamie, lac Dubray, lac Fayel, lac Palairet, lac de Bransac, rivière de la Grande Loutre ;
- côté sud : rivière Perdue (rivière Témiscamie), lac à l'Eau Froide (rivière Témiscamie), lac de Vau, lac Pointel, lac Coursay, Petit Lac de Vau, rivière Mistassibi ;
- côté ouest : lac Coursay, rivière Témiscamie, rivière Perdue (rivière Témiscamie), rivière des Cinq Outardes, rivière Takwa, anse La Galissonnière.

Le lac Témiscamie comporte une superficie de 33,5 km2, une longueur de 17,9 km, une largeur maximale de 4,0 km et une altitude de m.
Ce lac situé entièrement en zone forestière et montagneuse est localisé du côté Sud-Est de la rivière Témiscamie. Ce lac comporte :
- 29 îles ;
- décharge (venant du nord-est) du Petit lac Témiscamie ;
- décharge (venant du sud-ouest) du lac à l'Eau Froide (rivière Témiscamie) ;
- neuf autres décharges de lacs non identifiés ou de ruisseaux ;
- un sommet de montagne atteignant 682 m à 3,2 km au sud-est du lac ;

L'embouchure du lac Témiscamie est localisée au fond d'une baie de la rive nord , soit à :
- 11,4 km au sud-est de l'embouchure de la décharge du lac Caouachigamau ;
- 25,4 km au nord-est du lac Albanel (anse La Galissonnière) ;
- 63,5 km au nord de l'embouchure de la rivière Témiscamie (confluence avec le lac Albanel) ;
- km au sud-ouest de la limite de la réserve de Mistassini ;
- 99,6 km au nord-est de l'embouchure du lac Mistassini (tête de la rivière Rupert) ;
- 144,2 km au nord du centre du village de Mistissini (municipalité de village cri)[1].

À partir de son embouchure située au nord-ouest, le courant coule vers le nord-ouest, notamment en traversant le lac Caouachigamau, jusqu'à un petit lac de la rive est de la rivière Témiscamie. De là le courant emprunte le cours de cette dernière rivière, jusqu'à la rive sud-est du lac Albanel. Puis le courant coule vers le nord-ouest en traversant le lac Albanel et la passe entre la péninsule Du Dauphin (côté Nord-Est) et la péninsule du Fort-Dorval (côté Sud-Ouest), jusqu'à la rive est du lac Mistassini. De là, le courant traverse vers l'ouest le lac Mistassini sur 47,6 km, jusqu'à son embouchure. Finalement, le courant emprunte le cours de la rivière Rupert, jusqu'à la baie de Rupert.

## Toponymie
Le toponyme "lac Témiscamie" a été officialisé le 5 décembre 1968 par la Commission de toponymie du Québec.